# Премия «Грэмми» за лучшее исполнение в стиле хард-рок/метал, вокальное или инструментальное
Премия «Грэмми» за лучшее исполнение в стиле хард-рок/метал, вокальное или инструментальное, присуждалась единоразово в 1989 году на 31-й церемонии награждения, за лучшие песни/альбомы в жанрах хард-рок или хэви-метал. Ежегодно Национальная академия искусства и науки звукозаписи США выбирает несколько претендентов за «художественные достижения, техническое мастерство и значительный вклад в развитие звукозаписи без учёта продаж альбома и его позиции в чартах».
В 1988 году Академия впервые ввела номинацию для музыкантов тяжёлых музыкальных жанров, стремительно набирающих популярность на протяжении 1980-х — хард рок и хэви-метал, учредив для них общую категорию — «Лучшее исполнение в стиле хард-рок/метал, вокальное или инструментальное». Среди первых кандидатов на награду были записи таких исполнителей, как Jane's Addiction, Игги Поп и AC/DC, а также альбомы групп Metallica (...And Justice for All) и Jethro Tull (Crest of a Knave). Несмотря на то что по общему мнению фаворитом являлся диск Metallica, победа была присуждена группе Jethro Tull. Объявлявшие результат Лита Форд и Элис Купер были крайне ошарашены результатом, так, зачитавший результат Купер выглядел весьма удручённым, а Форд кое-как сдерживала смех на фоне возмущённого гула из зала. Ещё больше сумбура добавила реакция фронтмена Jethro Tull Иэна Андерсона, который вовсе проигнорировал церемонию, так как был уверен, что его группа не победит, и вообще не считал своё творчество частью хард-рока, заявив, что, вероятно, трофей был своего рода признанием общих музыкальных заслуг коллектива, а не отдельной записи. Итоги награждения вызвали широкую полемику в СМИ и привели к критике голосующего комитета Академии, так как многие журналисты не считали Jethro Tull ни хард-роковой, ни тем более металлической командой. В результате, руководство «Грэмми» приняло решение уже на следующий год разделить эти два жанра на отдельные категории: «Лучшее исполнение в стиле хард-рок» и «Лучшее метал-исполнение» соответственно. Этот инцидент считают одним из самых показательных примеров отсутствия связи между членами Академии и общественным мнением, в частности редакция журнала Entertainment Weekly посчитала его самым большим провалом в истории мероприятия.
В 2012 году номинация была возвращена в связи с тотальной реструктуризацией «Грэмми»: категории «Лучшее метал-исполнение» и «Лучшее исполнение в стиле хард-рок» были вновь объединены в слегка переименованную категорию — «Лучшее хард-рок/метал-исполнение». Однако, в 2013 году руководство Академии приняло решение вновь разделить эти жанры по отдельным направлениям — вернув «Лучшее метал-исполнение» для метал-композиций и переместив хард-рок-материал в категорию «Лучшее рок-исполнение».

## Награждение

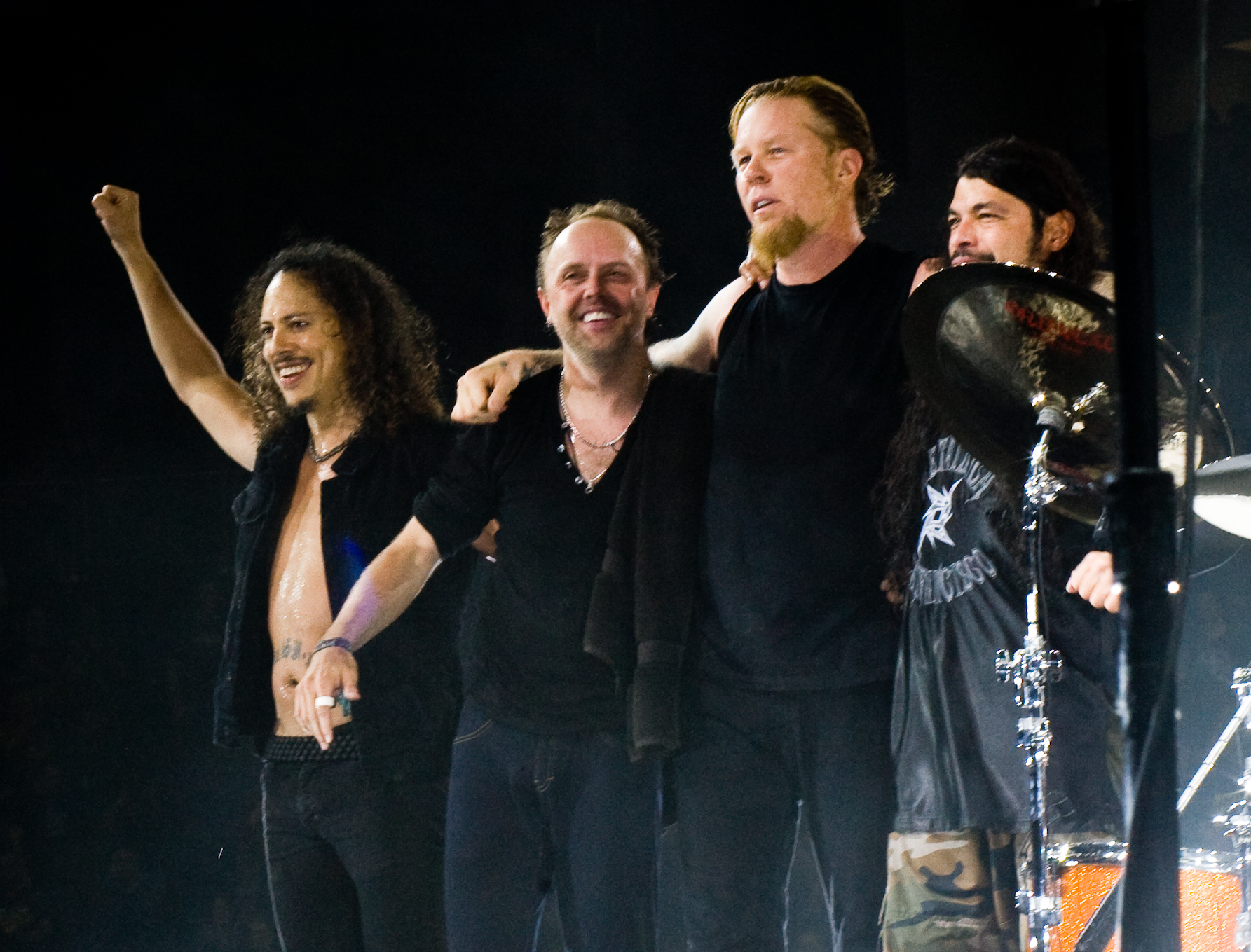
Metallica удерживает рекорд по количеству наград в метал-категории, в общей сложности победив шесть раз (2008 год)

В 1988 году Национальная академия искусства и науки звукозаписи ввела новую категорию «Грэмми», получившую название «Лучшее хард-рок/метал-исполнение», что было связано с растущей популярностью данных музыкальных направлений. В числе первых номинантов, выдвинутых на соискание этой награды, были альбомы: Blow Up Your Video (AC/DC), Nothing’s Shocking (Jane’s Addiction), Crest of a Knave (Jethro Tull), …And Justice for All (Metallica), а также песня Игги Попа «Cold Metal» из альбома Instinct. Тем не менее, фронтмен Jethro Tull Иэн Андерсон выражал глубокое удивление номинацией его группы, поскольку и сам вокалист, и большинство музыкальных критиков не считали музыку коллектива частью жанра хэви-метал.
Выступление Metallica на 31-й церемонии «Грэмми», состоявшейся 22 февраля 1989 года в Shrine Auditorium (Лос-Анджелес), было первым подобным шоу хэви-металической команды на этом мероприятии. По мнению большинства экспертов, именно Metallica являлись главными претендентами на победу. Между тем, участники Jethro Tull решили не посещать церемонию, о чём сообщили своему лейблу Chrysalis Records, так как считали, что «вероятнее всего, не победят». Тем не менее, «Грэмми» была присуждена Jethro Tull, что вызвало бурю всеобщего негодования — во время объявления результатов, которое зачитывали Элис Купер и Лита Форд, из зала последовали недовольные выкрики. Впоследствии Андерсон высказывал мнение, что таким образом его группе выражали признательность за двадцатилетнюю историю коллектива, а не за отдельный альбом, по словам музыканта ему «повезло» не присутствовать на церемонии, так как он «никогда не смог бы принять её [награду] в подобных обстоятельствах».

## Скандал и полемика

Постер «Флейта — тяжёлый, металлический инструмент!»

Результат, считающийся «дискредитацией» Академии, стал предметом множества дискуссий. В ответ на критику в адрес Jethro Tull, звукозаписывающий лейбл коллектива опубликовал в журнале Billboard постер с изображением флейты (одного из символов группы), лежащей посреди груды железных арматур и подписью: «Флейта — тяжёлый, металлический инструмент!». В свою очередь, Metallica добавили наклейку к следующему тиражу альбома …And Justice for All с текстом: «ОБЛАЖАВШИЕСЯ на Грэмми» (англ. Grammy Award LOSERS).
В 1990 году записи жанров хард-рок и хэви-метал были разделены на отдельные категории: «Лучшее исполнение в стиле хард-рок» и «Лучшее метал-исполнение», соответственно. После этого Metallica стали обладателями трёх «Грэмми» подряд: за песни «One» и «Stone Cold Crazy», а также за их одноимённый альбом. Во время церемонии 1992 года, поднявшись на сцену, Ульрих сослался на казус с …And Justice for All — в шутливой форме «поблагодарив» Jethro Tull за то, что они не выпускали альбомы в текущем году. Хотя, на самом деле, в том же году у них был издан лонгплей Catfish Rising. Спустя десятилетие после победы Jethro Tull Ульрих признался: «Я бы солгал, если бы сказал вам, что не был разочарован. Человеческая натура состоит в том, что вы желаете победы, нежели поражения, но [с наградой] ушли Jethro Tull, что является глумлением над сущностью этого мероприятия». По состоянию на 2017 год Metallica удерживает рекорд по количеству наград в метал-категории, в общей сложности победив шесть раз.
Поражение группы Metallica фигурирует в качестве одного из самых критикуемых эпизодов деятельности голосующего комитета «Грэмми», в частности редакция журнала Entertainment Weekly посчитала его самым большим провалом в истории мероприятия. В аналогичных рейтингах других изданий, посвященных теме самых скандальных казусов за всё время существования «Грэмми», инцидент с победой Jethro Tull занял первое (Cracked.com), второе (UpVenue), десятое (Time) и двадцать четвёртое места (Ventura County Star), соответственно. Кроме того, этот скандал был отмечен в списках производителей видеоконтента, таких как WatchMojo (2-е место) и Fuse.tv (4-е место).